# Зшите судно

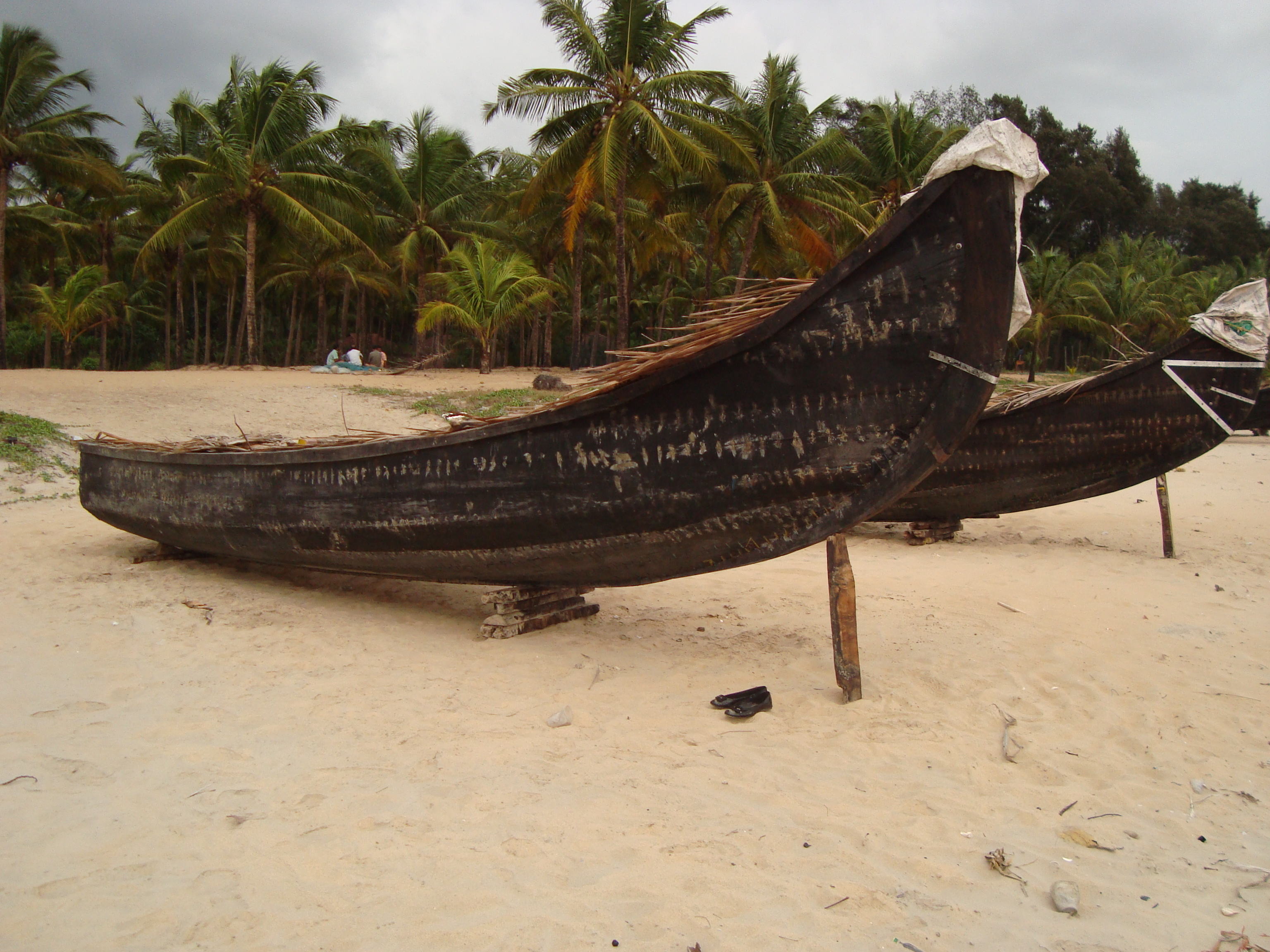
Сучасні рибальські зшиті човни. Малайзія

Зшите судно — тип дерев'яного судна, обшивка корпусу якого скріплюється між собою шляхом зшивання або зв'язування мотузками, зазвичай виготовленими з природних матеріалів рослинного (гужви — рослинні волокна, коріння чи гілки) або тваринного (сухожилля, кишки або шкіряні ремені) походження. Техніка будівництва зшитих суден використовувалася до винайдення металевих цвяхів у багатьох частинах світу від Арктики до Полінезії і продовжувала використовуватися ще довго після цього часу для будівництва невеликих човнів там, де зберігались давні традиції суднобудівництва або де металеві кріплення були занадто дорогими.

## Назва

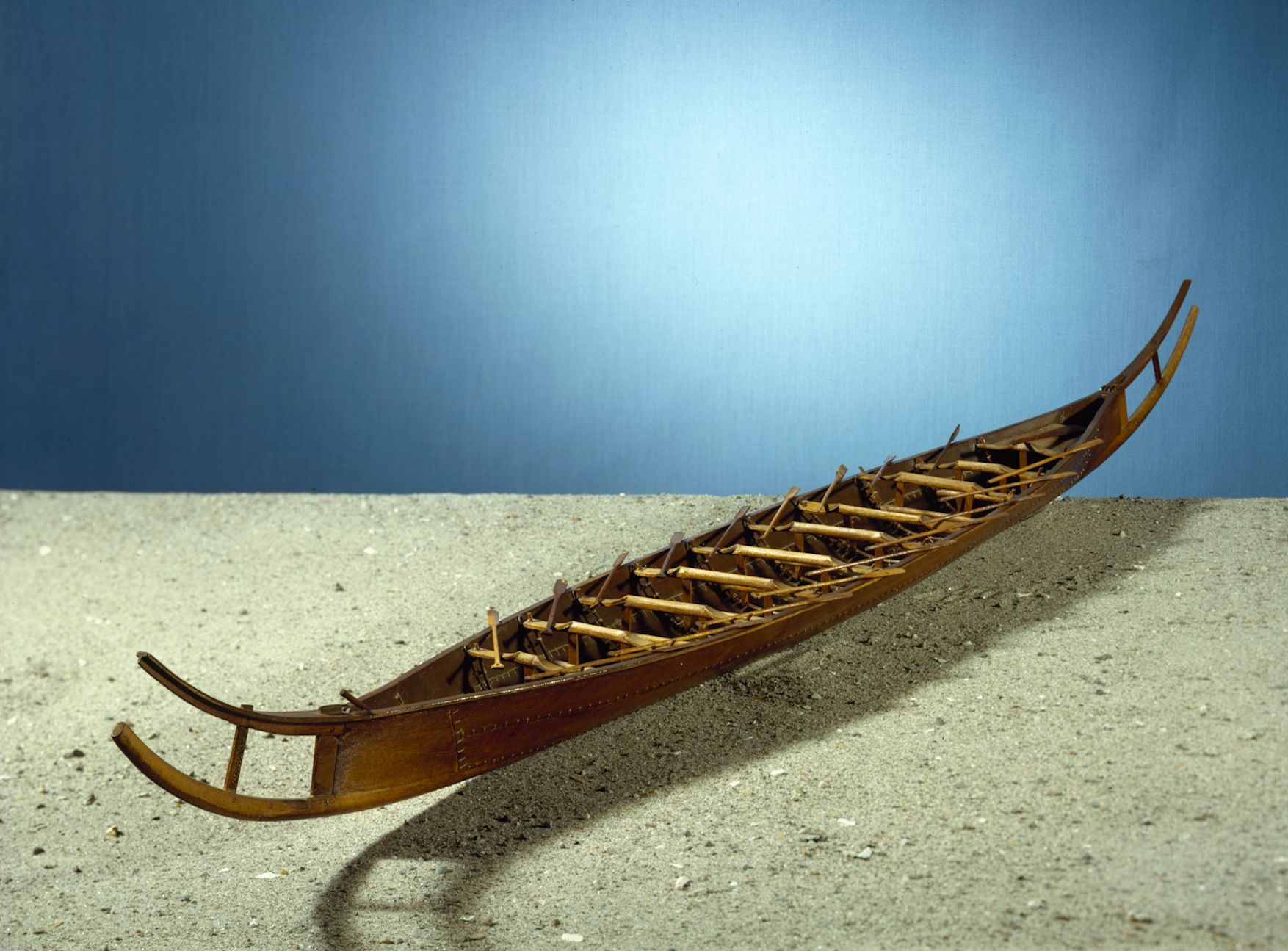
Йортспринзький човен. Данія, 300-ті роки до н. е. Сучасна репліка

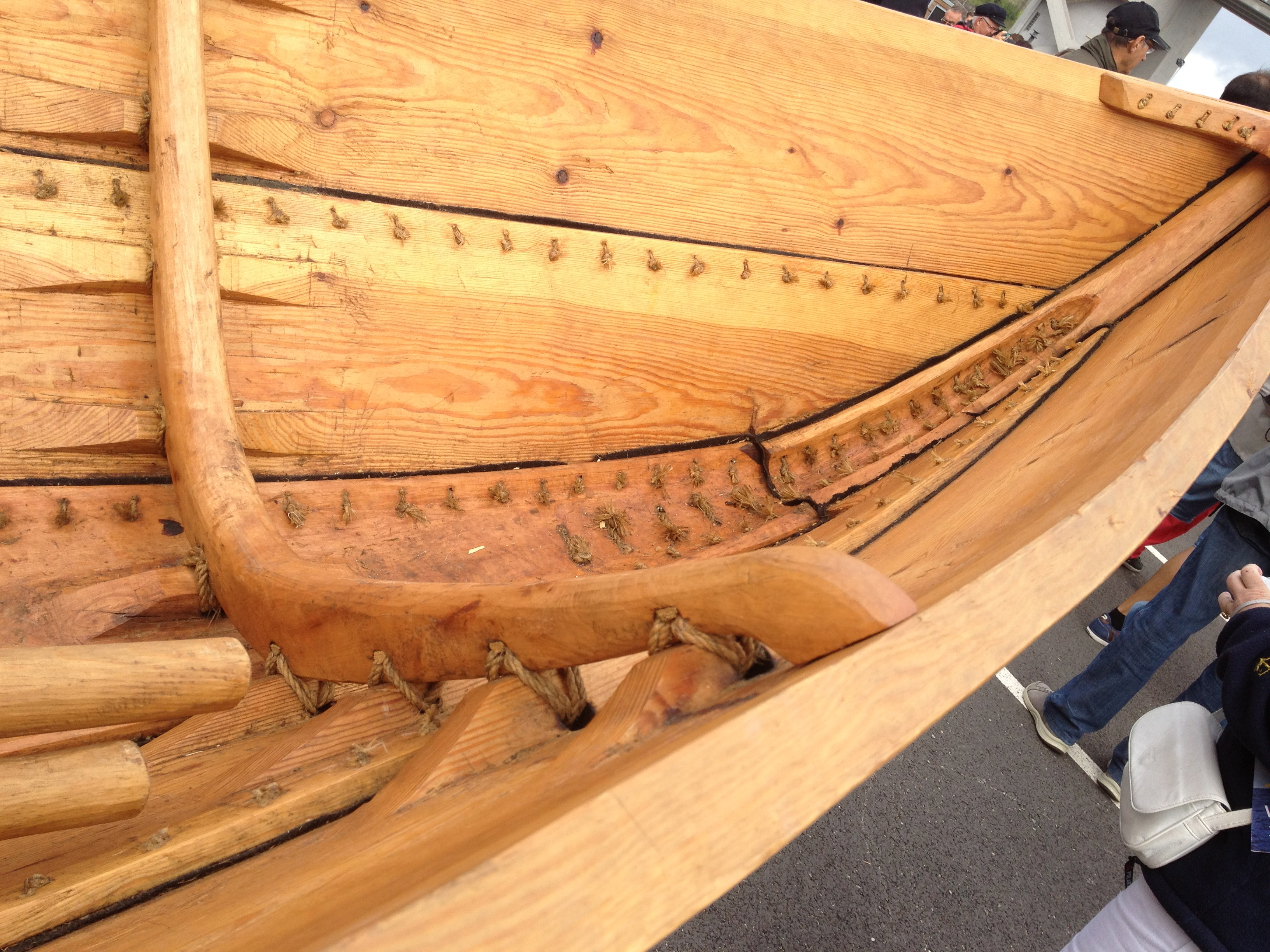
Галснейський човен, Норвегія, 400-ті роки н. е. Сучасна репліка (2012). Деталь носа.

Хоча термін «зшите судно» є сьогодні загальноприйнятим, він може ввести в оману, оскільки може асоціюватись виключно з конструкцією човнів зі зшитої тканини або шкіри (наприклад каяків або алеутських байдарок), що є помилковим. Для уникнення таких асоціацій іноді вживався термін «зв'язане судно», але він не набув поширення.
Традиційні австронезійські зшиті човни з Південно-Східної Азії будуються за технологією «зв'язані вушка», за якої для зшивання дощок у них не просвердлюють наскрізні отвори, як при класичній технології зшитих суден, а роблять з внутрішньої сторони дощок відповідні виступи з «вушками» (провушинами), через які пропускаються мотузки. Ця технологія схожа за принципом на техніку «зшитих суден», але вважається окремим і архаїчнішим її видом.

## Історія
Зшиті судна є природними спадкоємцями попередніх конструкцій човнів-довбанок (суден, видовбаних з цільної колоди) та очеретяних човнів (суден, зв'язаних з оберемків папірусу чи очерету). Ідея зшитих суден могла народитись з бажання підвищити борти архаїчного човна-довбанки за рахунок додаткового ряду з дерев'яних брусів або дощок, прикріплених вздовж його бортів, або зі спроби замінити у зв'язаних папірусних човнах оберемки папірусу на дерев'яні дошки.
Приклади використання зшитих човнів відомі на усіх континентах і частинах світу, особливо широко зшиті човни використовувались на Близькому Сході, у Південній та Південно-Східній Азії і, можливо, використовувались австронезійськими мореплавцями ще в доісторичний період.

### Африка

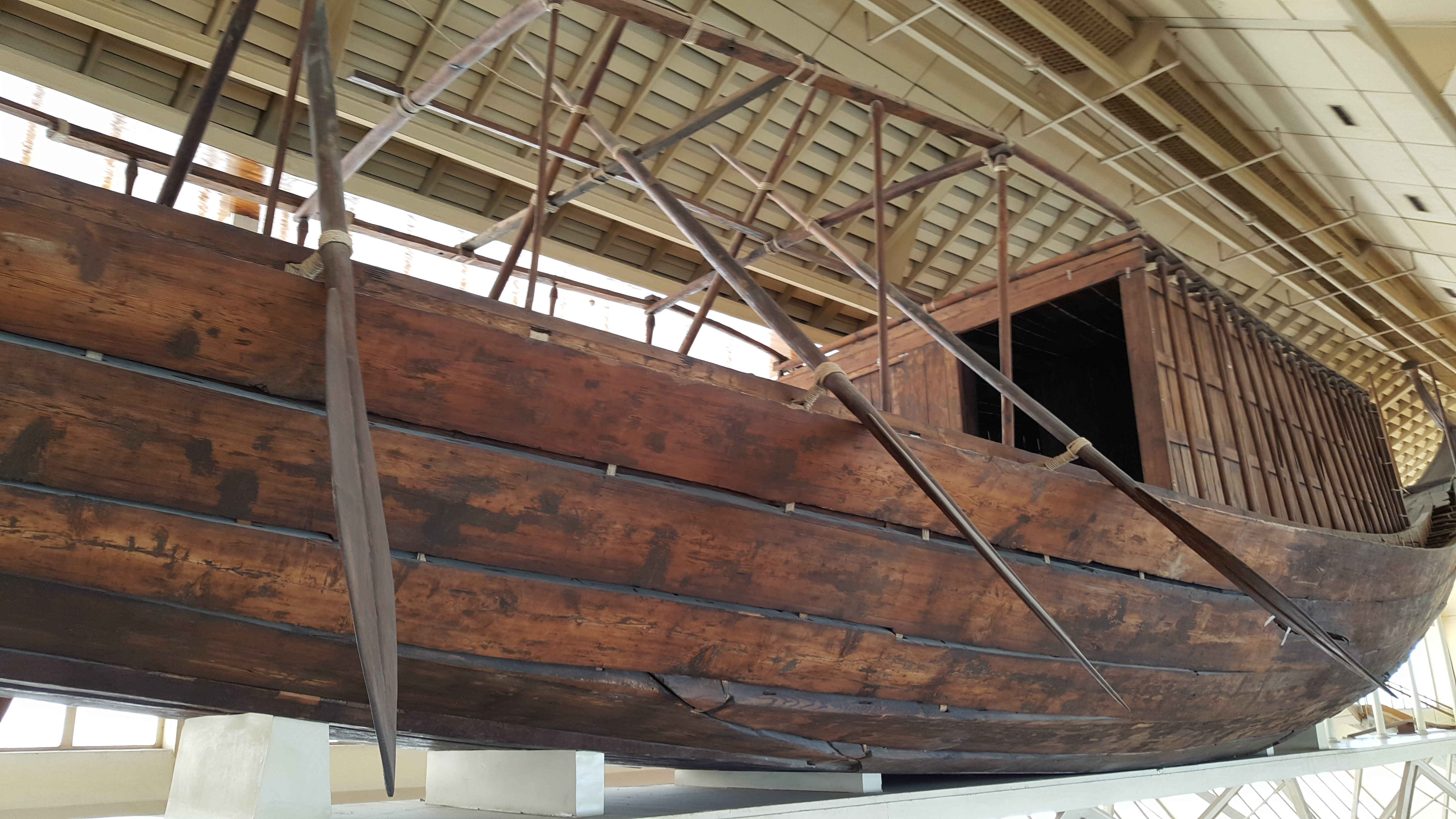
Сонячний корабель Хеопса. 2600-ті роки до н. е. Між дошками видно шви з мотузок

Стародавні єгиптяни вміли збирати корпус судна з дерев'яних дощок, зшитих між собою рослинними мотузками ще за 3000 років до нашої ери. За даними Археологічного інституту Америки найстарішими відомими зшитими дощатими кораблями є група з 14 Абідоських човнів, принаймні один з яких загальною довжиною 23 метри датується раніше, ніж 3000 р. до н. е. Абідоські човни були побудовані з дерев'яних дощок, «зшитих» разом тканими мотузками, а шви між дошками обшивки корпусу були законопачені папірусом та травою.
Найвідоміший на сьогодні приклад зшитого єгипетського корабля — це поховальний Човен Хеопса, знайдений поруч з Великою пірамідою Гізи в Єгипті і датований приблизно 2600 р. до н. е. Він зшитий з дощок з ліванського кедру і має довжину понад 40 метрів.
На східноафриканському узбережжі традиційні вітрильні торгові судна народності Суахілі, що використовувались для морської торгівлі в Індійському океані, такі як мтепе, будувались за технологією зшитих суден принаймні з початку нашої ери й до самого свого зникнення на початку XX століття.

### Європа

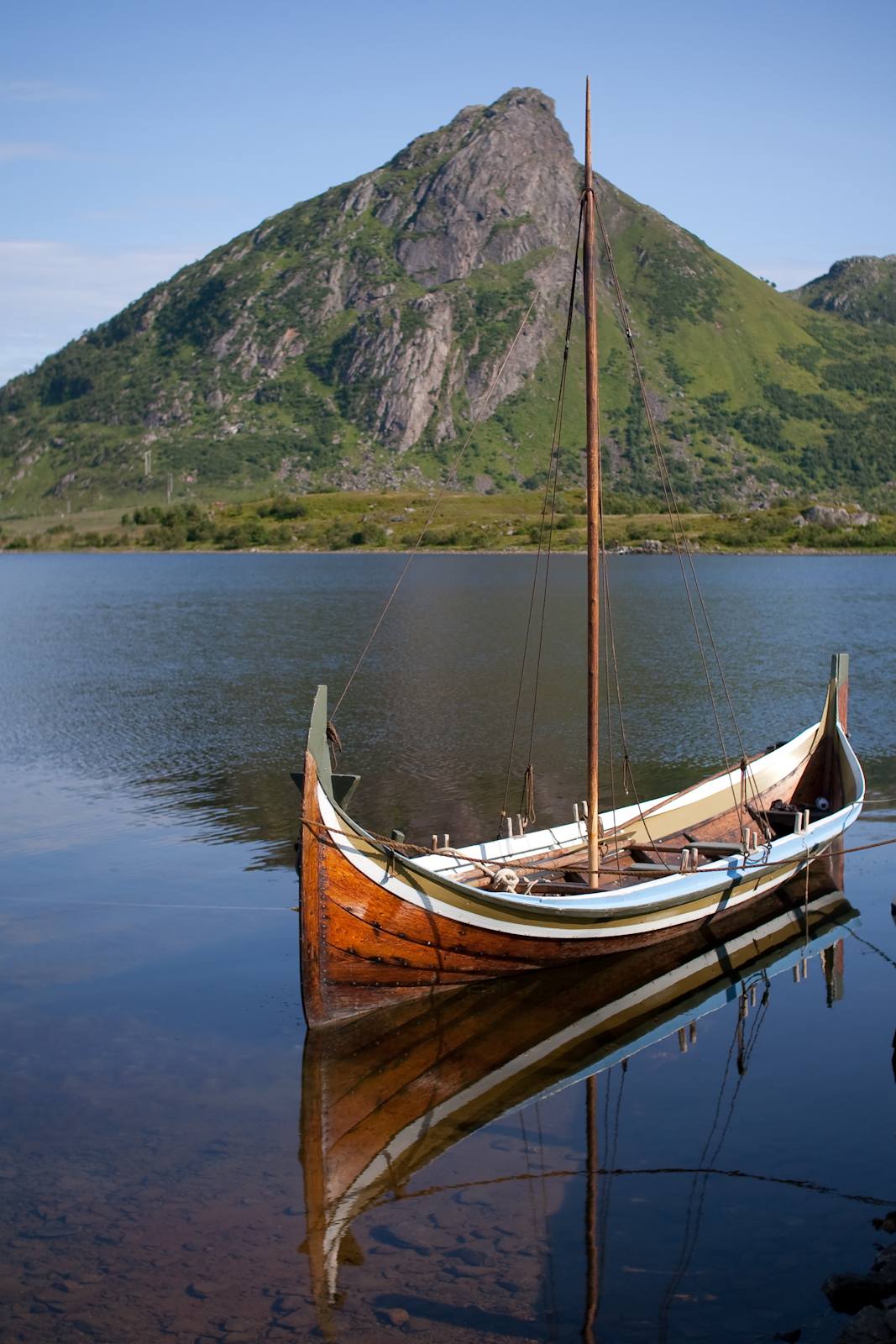
Норвезькі нурланські човни раніше зшивались за допомогою оленячих кишок.

На території Європи зшиті судна відомі з Бронзової доби — за цією технологією були збудовані три Феррібські човни (1930—1750 рр. до н. е.) і Дуврський човен (1575—1520 рр. до н. е.), знайдені в Англії, Замбратійський корабель (1200-ті роки до н. е.), знайдений в Істрії, а також кораблі періоду архаїки з Стародавньої Греції.
Але й після того, як у часи Класичної Греції була впроваджена технологія обшивки корпусу човнів з використанням шипів і пазів, закріплених шкантами або нагелями (дерев'яними цвяхами), зшиті кораблі продовжували використовуватись у Середземномор'ї, що підтверджується знахідкою в 2020 році зшитого римського судна з I ст. н. е. в місті Пореч, на території хорватської Істрії.
Найдавніші відомі скандинавські знахідки зшитого корабля — Йортспринзький човен з Данії (300-ті роки до н. е.) і Галснейський човен з Норвегії (400-ті роки н. е.). На підставі аналізу останніх двох кораблів вчені вважають, що зшиті кораблі передували виникненню «довгих кораблів» вікінгів, що мають типову для зшитих кораблів структуру, хоча всі дотепер знайдені залишки кораблів вікінгів побудовані вже з використанням металевих цвяхів.
Традиційні норвезькі нурланські човни, що використовувались для рибальства на островах Лофонтен та Вестеролен до минулого століття, виготовлялись саамами мінімум до 1000-х років як зшиті човни, дошки обшивки яких лапландці зшивали за допомогою оленячих кишок і тільки після того, як технологію будівництва цих човнів перейняли норвежці, останні почали збивати їх корпуси за допомогою металевих цвяхів.
У Фінляндії, на півночі Росії, у Карелії та Естонії традиція виробництва зшитих човнів у слаборозвинених районах не припинялась і подекуди тривала до початку XX ст. Обшивка човнів у цих районах зазвичай здійснювалась «внапусток». У дошках просвердлювали отвори й зшивали їх між собою рослинними волокнами. Для шовного матеріалу найчастіше використовувалися коріння деяких дерев, зазвичай ялини або сосни, корені яких дуже довгі, гнучкі й досить рівномірні по товщині: 2-х метровий ялиновий корінь може мати товщину від 8 до 4 міліметрів по всій довжині. На Російській Півночі (Архангельська губернія) збудовані за зшивною технологією судна (кочі, шнеки) називалися вичанки: від старовинного слова вица («гужівка, корінь або гнучка гілка для зв'язування»).

### Близький Схід і Південна Азія

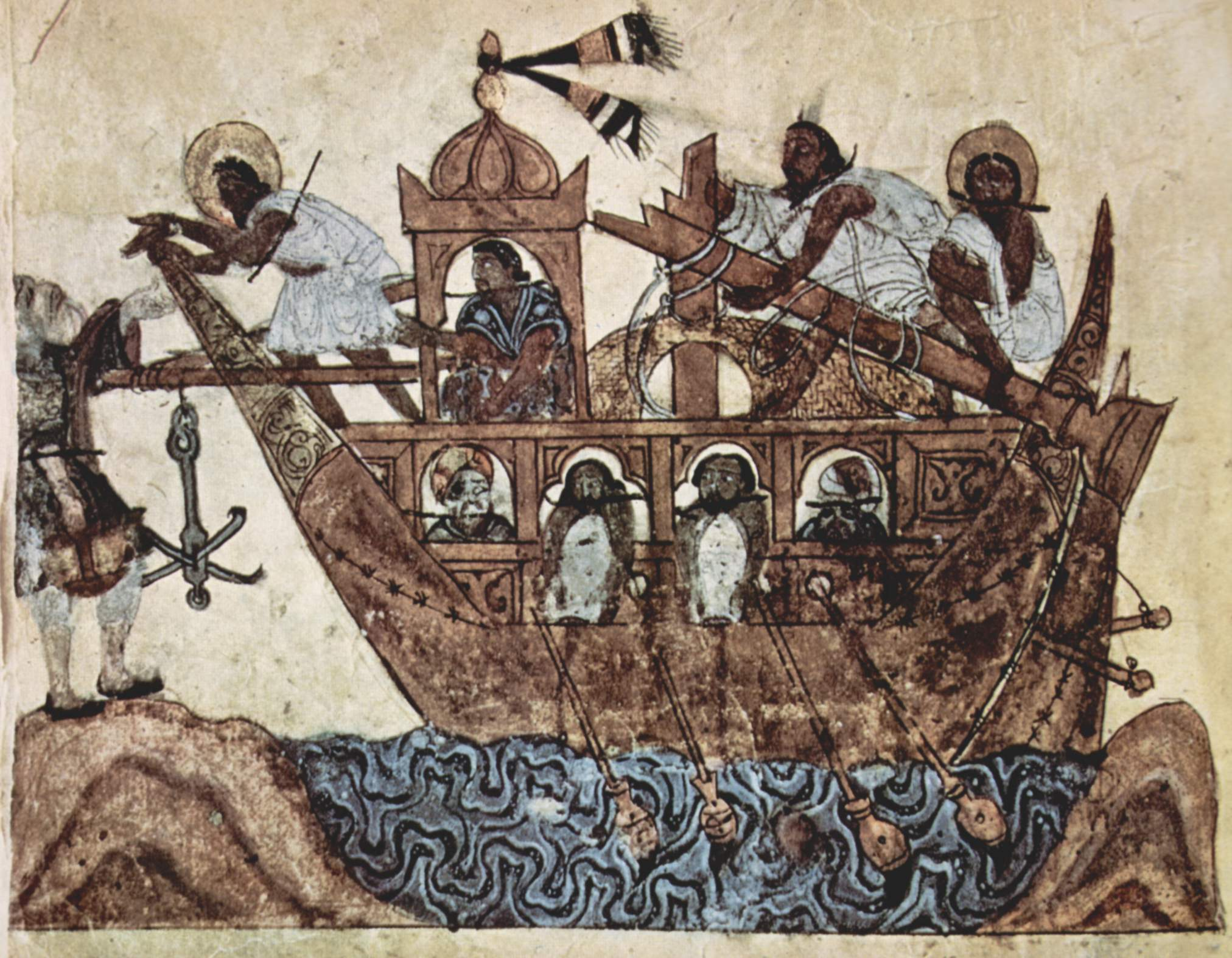
Зображення арабського корабля XII ст. з Макамат Аль-Харірі. Видно шви на корпусі судна.

Найвідомішими зшитими суднами є різні форми близькосхідних та південноазійських дау, що походять з Червоного моря, Перської затоки та Індійського океану. Усі традиційні арабські, перські та індійські судна типу дау до прибуття в Індійський океан європейців у XVI столітті виготовлялись без застосування металевих цвяхів по технології зшитих кораблів. Зображення зшитих човнів можна знайти на скульптурах буддистського комплексу в Санчі часів індійського імператора Ашоки (III—II ст. до нашої ери). В елліністичному Періплі Еритрейського моря (I ст. н. е.) наводиться опис невеликих зшитих суден, що використовувались на південному узбережжі Аравійського півострова та на о. Занзібар. Прокопій Кесарійський, візантійський пізньоантичний історик в VI ст. писав, що корпуси всіх суден в Індії були з'єднані між собою не цвяхами, а мотузками. До найбільш ранніх відомих з даних підводної археології прикладів таких суден відноситься Белітунзький корабель — арабське або індійське торгове «зшите» судно, що затонуло на шляху від африканського узбережжя до Китаю приблизно у 830 році біля острова Белітунг у сучасній Індонезії.

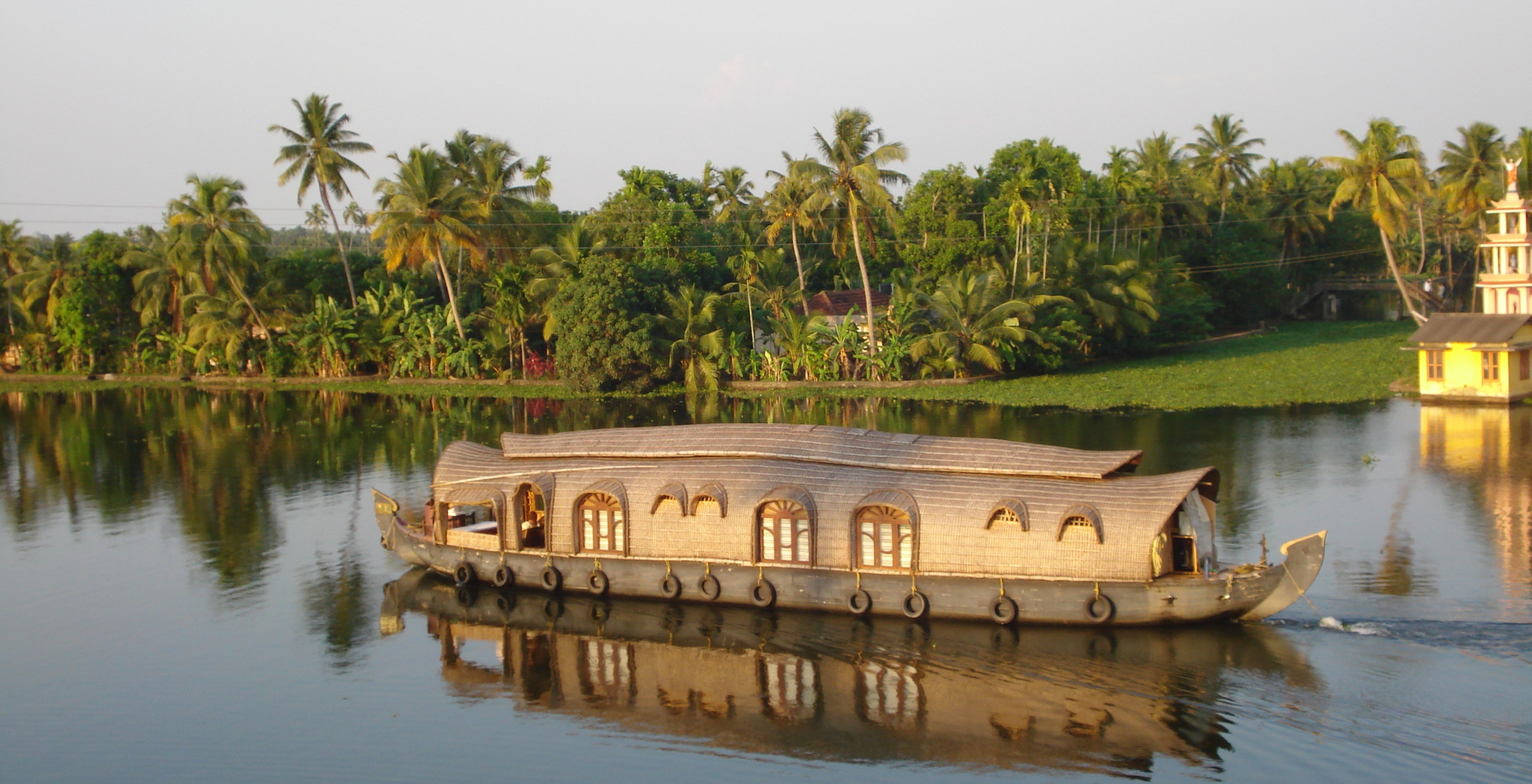
Кетуваллам з Керали, Індія

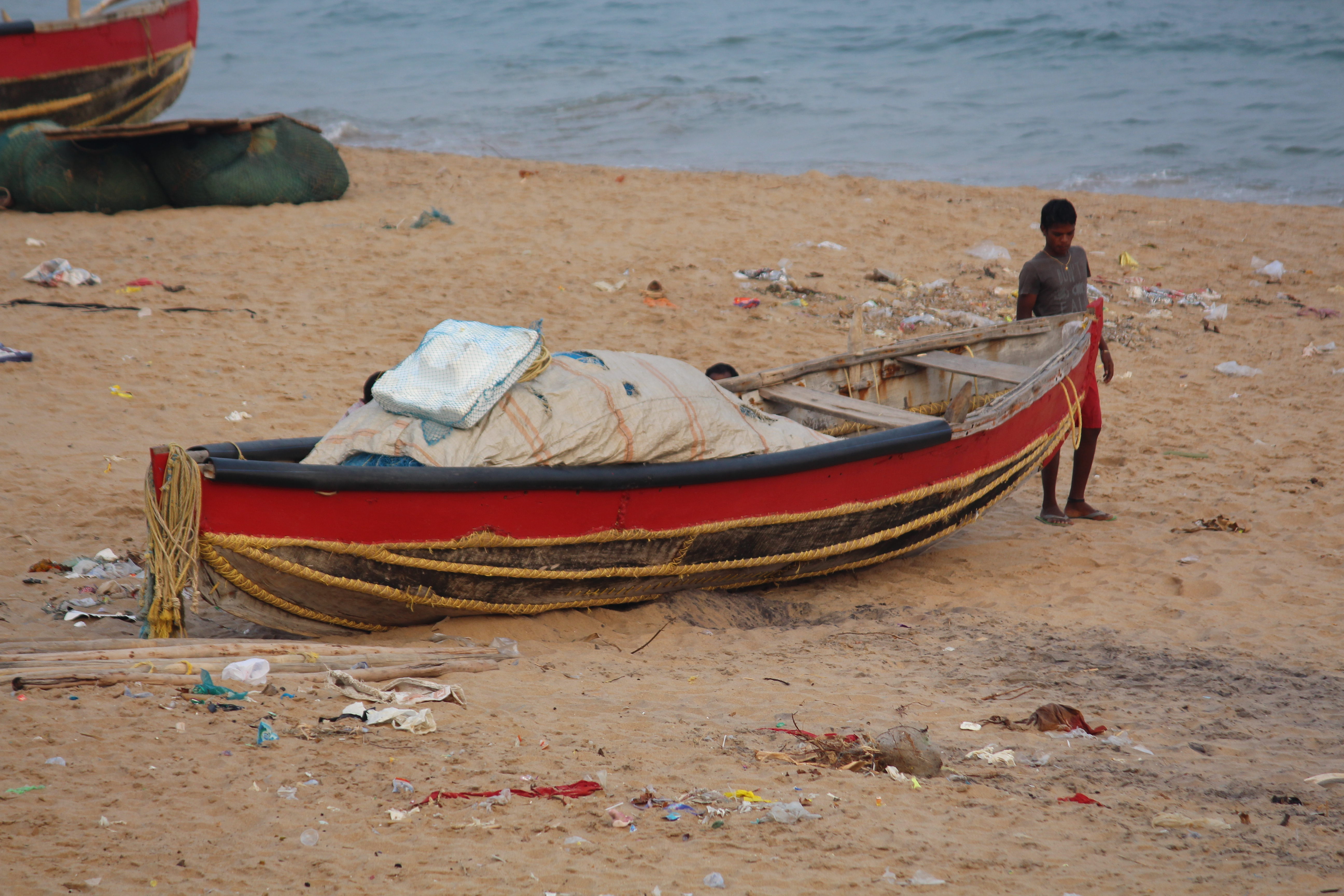
Сучасний зшитий човен. Вішакхапатнам, Індія

У X столітті арабський торговець Абу-Заід аль Гасан з міста Сіраф на узбережжі Перської затоки, свідок різні арабських торговців у китайському Гуанчжоу, описав, як торговці з Оману, що мандрували до Мальдівських і Лаккадівських островів, заготовлювали деревину й будували з неї судна, зв'язані за допомогою кори кокосових пальм. В XII столітті арабський мандрівник, поет і географ з Аль-Андалусу Ібн Джубайр більш детально описав човни, з африканського міста Аюдаб на узбережжі Червоного моря, які без зшивались канатами, виготовленими з кокосового койру. Марко Поло, який двічі відвідував Ормузі в Перській затоці наприкінці XIII ст., хоча й залишився невисокої думки про місцеві кораблі, зшиті за допомогою мотузок, зроблених з лушпиння кокосових горіхів без використання цвяхів, одночасно він визнав, що через більшу гнучкість конструкції вони краще витримували зіткнення з мілинами і рифами, ніж човни с жорсткими корпусами, збитими цвяхами
З іконографічної точки зору, одне з перших зображень зшитих дау в Індійському океані походить із рукопису Макамат (Maqāmāt) арабського письменника Аль-Харірі з XII ст. н. е., на якому зображено зшитий корабель з гострими та похилими кормою та носом, який загалом нагадує сучасні вітрильні судна з Індійського океану.
Перші португальські мореплавці, що відвідували Індійський океан — Васко да Гама в 1498 р., Кабрал у 1502 р., Алмейда в 1505 р., Дуарте Барбоза в 1517 р. і Резенда в 1634 році, а також англієць Джеймс Ланкастер у 1591 році у своїх звітах зазначали, що зустрічали тут дау, зшиті без застосування цвяхів, найбільші з яких дорівнювали розмірами 50 тонним португальським каравелам. Тільки з появою в Індійському океані європейських суден при будівництві дау також почали поступово застосовувати металеві цвяхи, але аж до XX століття велика кількість дау, особливо невеликих розмірів продовжувала будуватись по традиційній технології як зшиті судна.

### Південно-Східна Азія і Океанія
При будівництві австронезійських проа з Індо-Тихоокеанського регіону використовувалась як технологія «зшитих суден», так і схожа на неї технологія «зв'язаних вушок». Незважаючи на свою зовнішню схожість, ці дві технології мають принципові відмінності між собою, що свідчить про те, що скорше за все вони розвивалися незалежно. Техніка австронезійського шиття човнів по технології «зв'язаних вушок» одностороння і її можна побачити лише на внутрішніх поверхнях корпусу, тоді як південноазійська та близькосхідна техніка «зшитих суден» є наскрізною і помітна як на зовнішній, так і на внутрішній частині корпусу.

### Америка

Південноамериканський зшитий човен далка в Етнографічному музеї в Стокгольмі, Швеція

На території обох Америк використання зшитих човнів дотепер відомо лише на тихоокеанському узбережжі кожного з цих континентів, що наштовхувало на припущення про можливий вплив на їх розробку полінезійців, хоча інші дослідники вважають їх незалежним місцевим винаходом.
У Північній Америці індіанці з народностей чумаші та тонгва/кіж на території сучасної Каліфорнії в районі Санта-Барбари та Лос-Анджелеса будували морські зшиті судна — «томоли», на яких перетинали океан до Канальних островів з 500—900 років і до початку XX ст. Для презентаційних цілей чумаши продовжують будувати і плавати на цих човнах дотепер.
У Південній Америці індіанці народності чоно з островів архіпелагу Чилое на півдні Чилі користувались зшитими з дощок човнами «далка», як мінімум від часів початку іспанської колонізації в XVI ст. і майже до кінця XIX ст.

### XX століття

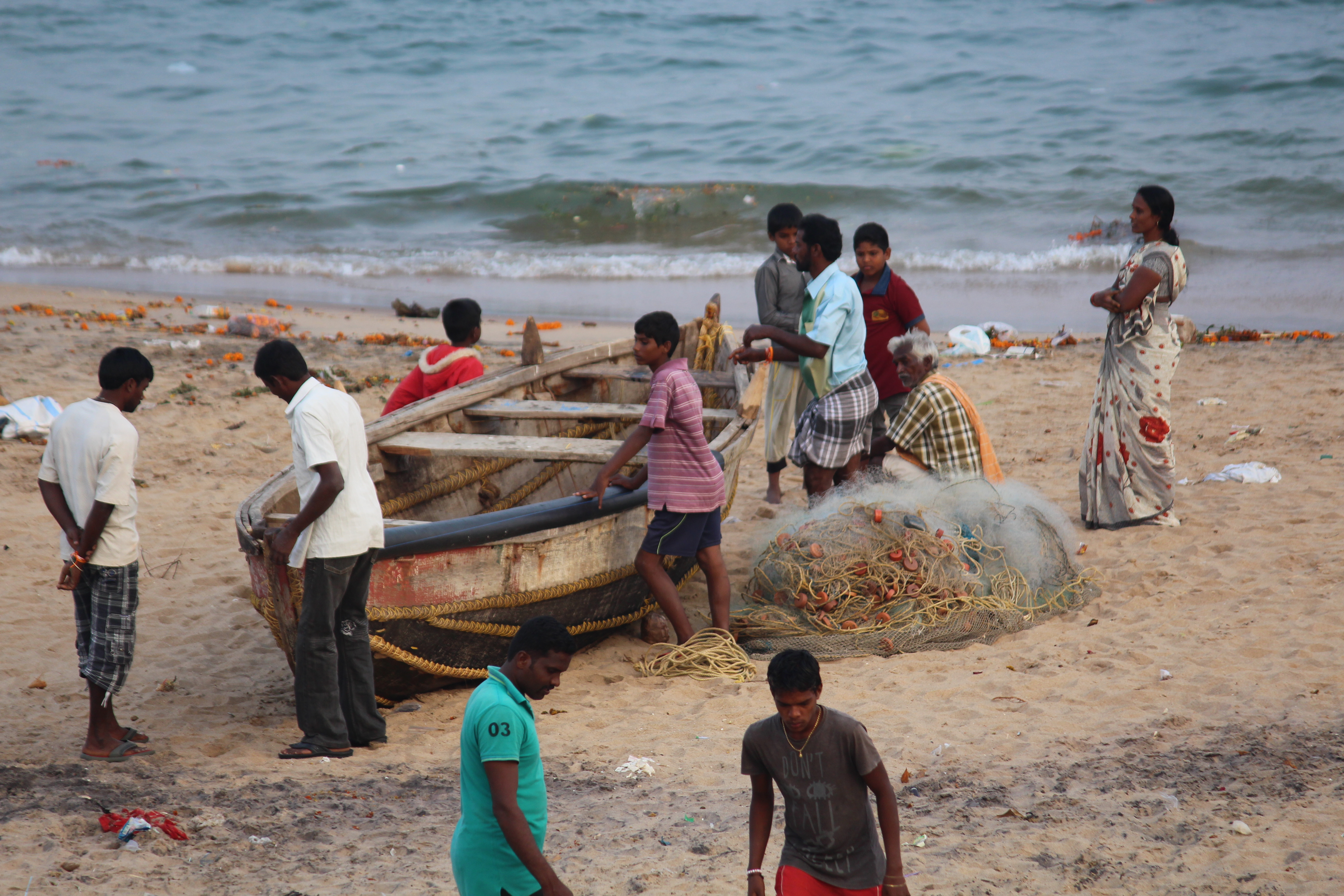
Сучасний зшитий човен. Візаг, Індія

Навіть після винайдення і широкого поширення заліза, технологія зшитих суден продовжувала довго застосовуватись у всіх куточках світу й у багатьох місцях використовувалась до кінця XIX — початку XX століття.
У Європі, у Фінляндії, на півночі Росії, у Карелії та Естонії зшиті човни будували в слаборозвинених районах до 20-х років XX ст.
Ще на початку XX ст. свідки описували великі зшиті судна з водотоннажністю від 40 до 60 тонн на Шрі-Ланці. В Індії, традиційні великі транспортні судна кетуваллами, що використовувались для перевезення рису по знаменитих заводях («беквотерс») штату Керала, до середини XX століття виготовлялись без застосування цвяхів шляхом зшивання корпусу мотузками з койри кокосових горіхів, а невеликі зшиті рибальські човни і сьогодні активно будуються та використовуються на обох узбережжях Індії.
В Африці на узбережжі Суахілі традиційні торгові зшиті судна мтепе ще будувались в 1920—1930 роках на о. Ламу.
У Південній Америці останні випадки використання зшитих човнів далка зафіксовані в 1915 р. :75, і так само до початку XX ст. в Північній Америці на території Каліфорнії використовувались томоли.

## Техніка будівництва

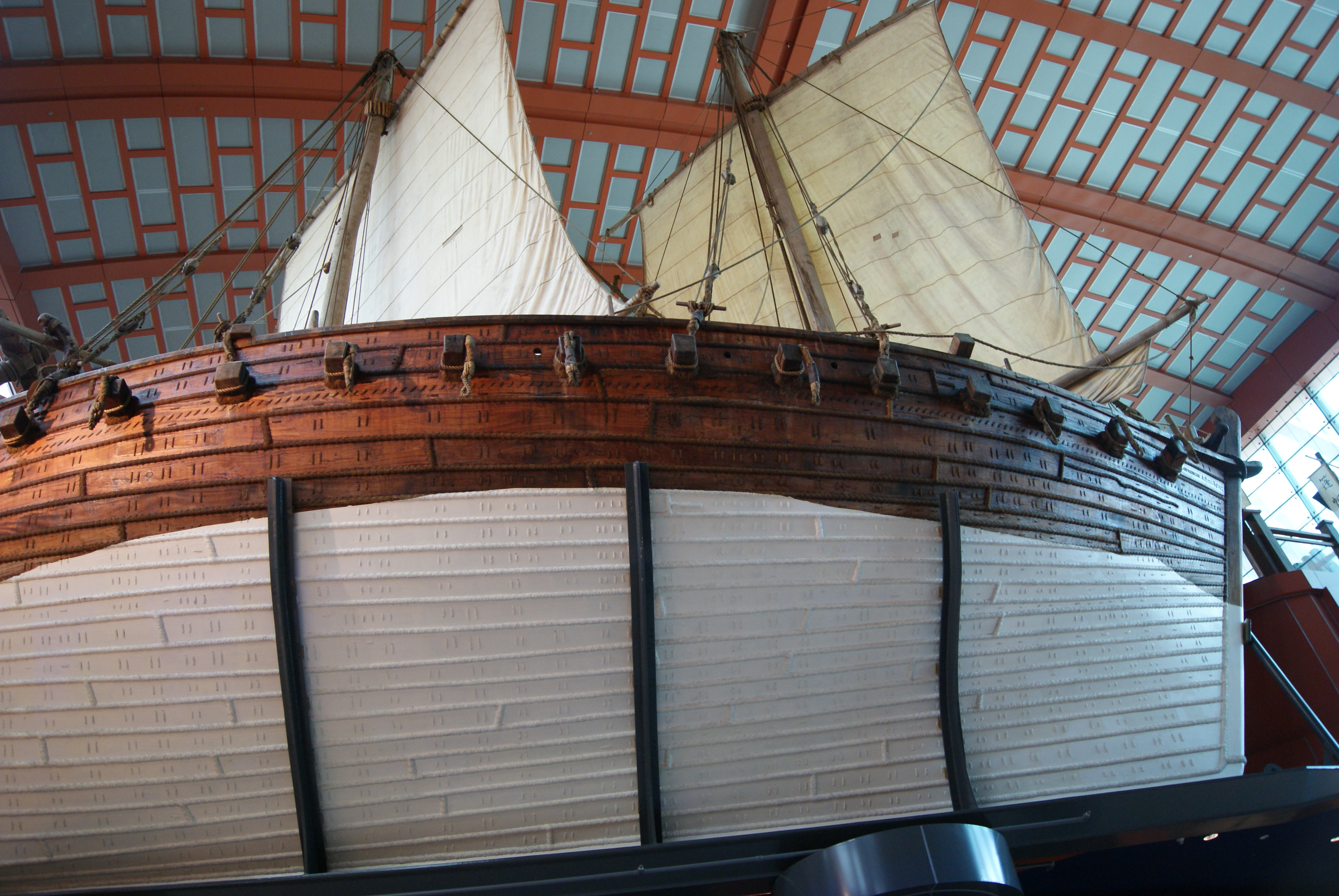
Зшиті мотузками дошки обшивки. Судно «Перлина Маската», сучасна репліка дау XI ст.

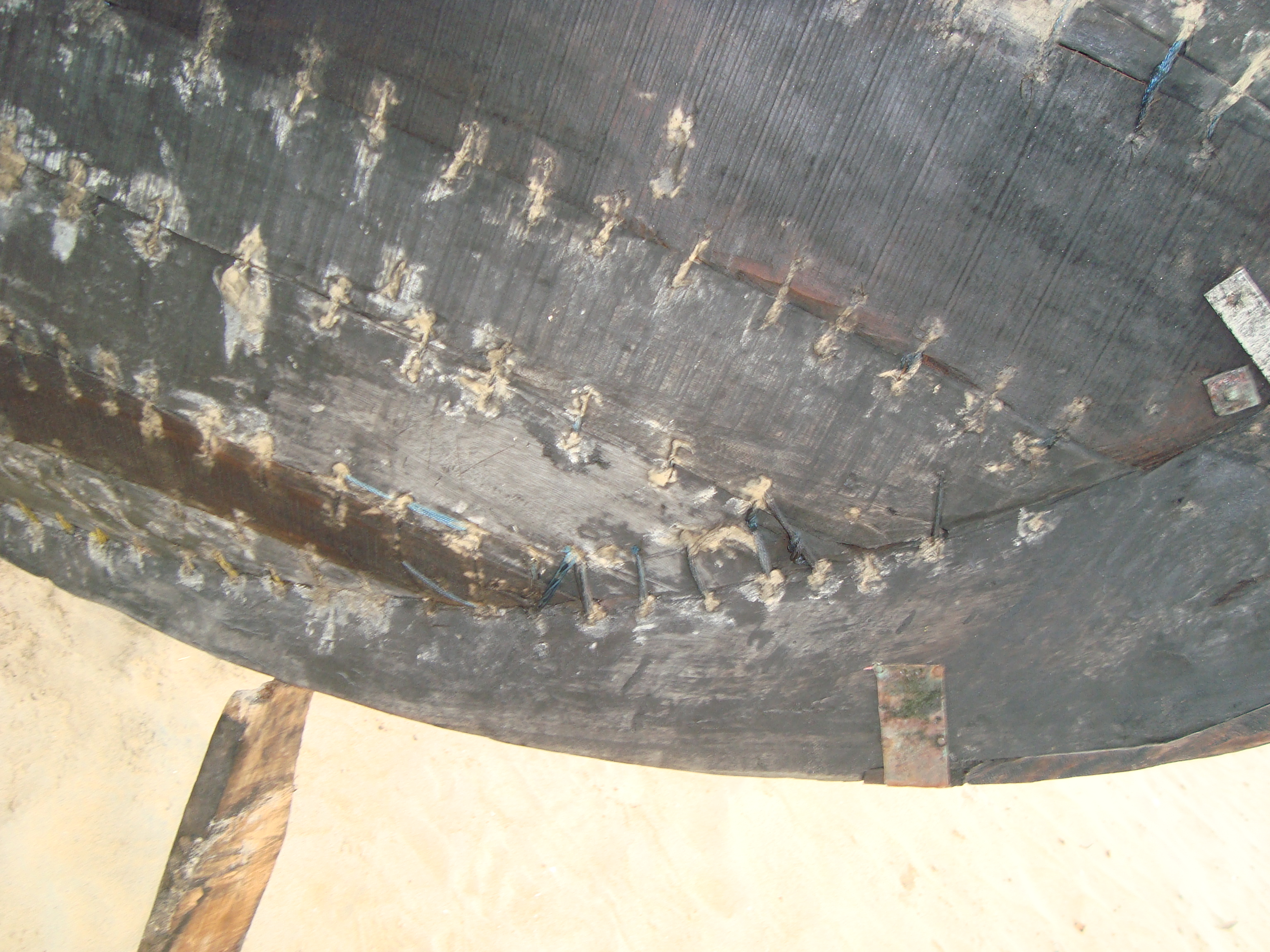
Сучасний зшитий човен. Шов зблизька. Малайзія

Будівництво зшитих суден починається відразу з формування корпусу (зовнішньої оболонки човна), без створення каркасної рами, що призводить до утворення монококу (безкаркасної конструкції). Залежно від регіону й традицій дошки обшивки зшитих човнів можуть стикуватись між собою як по клінкерній технології (технологія, при якій дошки обшивки укладались внапусток — з частковим перекриванням одна іншої), так і «встик». Секції, що накладаються одна на одну (при технології «внапусток»), або стикуються між собою (при технології «встик») зшиваються між собою мотузками з природних матеріалів. На півдні це зазвичай канати, виготовлені з койри, волокон лушпиння кокосових горіхів. На півночі для цього використовували прядиво або довге і гнучке коріння, гілки тощо). З'єднані між собою дошки згинають для отримання потрібної форми корпусу. Сформована структура є досить гнучкою, тому після зшивання обшивки і формування зовнішньої оболонки корпусу, у нього може бути додано внутрішній каркас зі шпангоутів та інших елементів, який пришивається до сформованої обшивки і забезпечує додаткову жорсткість човна.
Хоча пізніше за технікою зшитих суден будувались переважно середні і невеликі човни, приклади човна Хеопса, Замбратійського корабля з Істрії, арабських дау та сучасних кетувалламів з Індії кажуть про те, що по цій технології споруджувались і досить великі та об'ємні судна з водотоннажністю до декількох сотень тонн.
Для скріплення між собою дощок обшивки зшитих суден можуть додатково використовуватись дерев'яні шипи, що вставляються у відповідні пази, але цей прийом використовувався лише в тому випадку, якщо дошки були досить товсті, щоб зробити в них достатньо широкі пази для шипів. Через це великі зшиті човни часто будували з використанням шипів, тоді як менші обходились без них.
Сучасний метод конструкції човнів з фанери, що за технологією нагадує зшиті човни, називається метод шва та клею. У цій техніці фанерні панелі зшиваються між собою (зазвичай металевим дротом), після чого шви герметизуються й армуються композитом зі скловолокна.

## Приклади зшитих човнів
- Човен Хеопса
- Йортспринзький човен
- Дау
- Нурланський човен
- Томол
- Ітаомаціп
- Мтепе
- Кетуваллам[en]